# دوغلاس ماكلروي
دوغلاس ماكلروي (بالإنجليزية: Douglas McIlroy) (و. 1932  م) هو رياضياتي، ومهندس، ومبرمج، وأستاذ جامعي، وعالم حاسوب أمريكي، ولد في الولايات المتحدة، هو عضوٌ في الأكاديمية الوطنية للهندسة.

## التعليم
تعلم في جامعة كورنيل، ومعهد ماساتشوستس للتكنولوجيا، وكلية الهندسة في جامعة كورنويل.

## أعمال بارزة
من أهم أعماله:
- ديف.